# يوحنا ملاس
يوحنا ملاس (باليونانية: Ἰωάννης Μαλάλας؛ ق. 491 – 578) كان مؤرخًا بيزنطيًا من أنطاكية في آسيا الصغرى.

## الحياة
من أصل سوري إما عربي أو سرياني كان ملاس متحدثًا أصليًا للغة السريانية وتعلم كيفية الكتابة باللغة اليونانية في وقت لاحق من حياته. من المحتمل أن يكون اسم ملاس مشتقًا من الكلمة السريانية ܡܰܠܳܠܰܐ malolo ' خطيب ، مفوه '؛ وقد أطلقها عليه أول مرة يوحنا الدمشقي. الشكل البديل ملاس هو لاحقًا، حيث ظهر لأول مرة في قسطنطين السابع.
تلقى ملاس تعليمه في أنطاكية، وربما كان فقيهًا هناك، لكنه انتقل إلى القسطنطينية في وقت ما في عهد جستنيان الأول (ربما بعد نهب أنطاكية على يد الإمبراطورية الساسانية في عام 540)؛ كل ما نعرفه عن رحلاته من يده هو زيارات إلى تسالونيكي وبانياس.

## الكتابات
كتب الكرونوغرافيا ( Χρονογραφία ) في 18 كتابًا، فُقدت بدايتها ونهايتها. في حالته الحالية، يبدأ الكتاب بالتاريخ الأسطوري لمصر وينتهي بالرحلة الاستكشافية إلى أفريقيا الرومانية بقيادة المحامي مارسيانوس [الإنجليزية] ، ابن أخ جستنيان، في عام 563 (اعتقد محرره ثورن في الأصل أنها ستنتهي بوفاة جستنيان)؛ ويركز الكتاب بشكل كبير على أنطاكية و(في الكتب اللاحقة) القسطنطينية . باستثناء تاريخ جستنيان وسابقيه المباشرين، فإنه لا يمتلك قيمة تاريخية كبيرة؛ المؤلف، "اعتمادًا على يوسابيوس القيصري وغيره من المؤلفين، ربط بثقة الأساطير والقصص التوراتية والتاريخ الحقيقي". الكتاب الثامن عشر، الذي يتعامل مع حكم جستنيان، على دراية جيدة بالدعاية الرسمية وملون بها. الكاتب من أنصار الكنيسة والدولة، ومن المدافعين عن المبادئ الملكية. ومع ذلك، فإن النظرية التي تحدده بالبطريرك يوحنا سكولاستيكوس [الإنجليزية] غير صحيحة على الأرجح.
يستشهد مالاس بالعديد من المصادر، بما في ذلك الأعمال المفقودة أو المجزأة لبرونيتشيوس ، وكاراكس من برغاموم ، ودومنينوس ، وأوستاثيوس الإبيفاني [الإنجليزية] ، وإوتروبيوس ، ويوتيخيانوس ، ونسطوريانوس [الإنجليزية]، وفيلوستراتوس ، وبريسكوس [الإنجليزية]، وسيزيف كوس ، وتيموثاوس.
يُعد هذا العمل مهمًا باعتباره أول مثال باقٍ لسجل مكتوب ليس للمتعلمين ولكن لتعليم الرهبان وعامة الناس،  وتُظهر لغته حلاً وسطًا مع اللغة المنطوقة في ذلك اليوم، على الرغم من أنه "لا يزال أسلوبًا مكتوبًا إلى حد كبير. وعلى وجه الخصوص، فإنه يستخدم المصطلحات التقنية والكليشيهات البيروقراطية باستمرار، وفي فترة الانتقال من المصطلحات الحكومية اللاتينية إلى اليونانية، لا يزال يستخدم الكلمات اللاتينية المستعارة إلى جانب بدائلها اليونانية. ... الانطباع العام الذي خلقه أسلوب مالاس هو البساطة، مما يعكس الرغبة في التواصل المباشر للمعلومات باللغة المكتوبة للأعمال اليومية كما تطورت تحت تأثير اللغة اليونانية المنطوقة."
وقد حظي بشعبية كبيرة، واستخدمه العديد من الكتاب حتى القرن التاسع؛ وقد تُرجم إلى اللغة البلغارية القديمة على الأرجح في القرن العاشر، واستُخدمت أجزاء منه في السجل الأساسي .  وقد تم حفظه في شكل مختصر في مخطوطة واحدة موجودة الآن في أكسفورد (باروكيانوس 182 [الإنجليزية]) وكذلك في أجزاء مختلفة. توجد أيضًا ترجمة من العصور الوسطى باللغة الجورجية.

## طالع أيضًا
- فيلوكاليا [الإنجليزية]
- الهيسيكازم [الإنجليزية]

## الطبعات الحديثة
النص
- يوهانس ثورن (محرر) 2000، إيوانيس مالالاي كرونوغرافيا ، مجموعة مصادر التاريخ البيزنطي (CFHB) [الإنجليزية] 35 (برلين، نيويورك: والتر دي جرويتر)(ردمك 3-11-008800-2)

الترجمة
- إليزابيث جيفريز، مايكل جيفريز، روجر سكوت وآخرون. 1986، تاريخ جون مالالا: ترجمة ، بيزنطة أستراليا 4 (ملبورن: الجمعية الأسترالية للدراسات البيزنطية)(ردمك 0-9593626-2-2)
- Downey, G., ed. (1940). Chronicle of John Malalas, books VIII—XVIII (بالإنجليزية). دار نشر جامعة شيكاغو.

## قراءة إضافية
- إي. جيفريز، ب. كروك، و ر. سكوت (المحررون)، دراسات في جون مالالا (سيدني: الجمعية الأسترالية للدراسات البيزنطية، 1990) (بيزنتينا أستراليا، 6)، ص. 1–25.
- ديفيد وودز، "Malalas، Constantius، ونقش الكنيسة من أنطاكية،" Vigiliae Christianae ، 59،1 (2005)، ص. 54–62.
- JHWG Liebeschuetz، "Malalas في أنطاكية"، في Idem، الانحدار والتغيير في أواخر العصور القديمة: الدين والبرابرة وتاريخهم (ألدرشوت، أشجيت، 2006) (دراسات Variorum المجمعة).

## روابط خارجية
- وقائع جون ملالاس (كاملة، مترجمة)
- ترجمة الكتاب الثامن من كرونوغرافيا مالالاس
- الأوبرا اليونانية "أمنيا" من تأليف Migne Patrologia Graeca مع فهارس تحليلية
- الموسوعة الكاثوليكية (طبعة 1910)، جون مالالاس
- ملالاس، كرونوغرافيا (الترجمة الإنجليزية عبر الإنترنت، الوصول المفتوح)